# Amanda Donohoe
Amanda M. Donohoe (London, 1962. június 29. –) Golden Globe-díjas angol színpadi, film- és televíziós színésznő. 
Ismert szerepe Nicolas Roeg rendező A kitaszított (Castaway) című filmdrámájában Lucy Irvine írónő megformálása.

## Élete

### Származása, családja
Londonban született. Felmenői ír, skót, orosz és svájci eredetűek. Apja, Edward (Ted) Donohoe, anyja Johanna Donohoe (leánykori neve nem ismert). Van egy idősebb nővére, Cordelia Donohoe. Apja a Brit Nemzetközösségi és Külügyi Hivatalban (FCO) dolgozott, a külszolgálat változó helyszínei miatt a család többször költözött a főváros és a tengerentúli brit külbirtokok között. Nyugdíjba vonulása után feleségének régiségboltjába állt be dolgozni. Mindkét leányát, Cordeliát és Amandát is a Francis Holland School nevű elit leányiskolába járatta, London belvárosában.

### Színészi pályája
Tizenöt évesen megismerkedett Adam Ant zenésszel. Elhagyta a szülői házat és Ant-hez költözött Notting Hillbe. 1980-ban elkísérta Ant-et a BBC stúdiójába egy Top of the Pops felvételre, ahol maga is belekeveredett egy verekedésbe a konkurens 4be2 együttes tagjaival. 1981-től Donohoe szerepelt az Adam and the Ants együttes televíziós reklám-videóiban, amikor az együttes hírnevének zenitjén állt. 1981-ben Donohoe-t felvették a Londoni Egyetemhez tartozó Central School of Speech and Drama színiakadémiára, ekkor otthagyta Ant-et és az együttest.
Végzés után színházakban játszott és filmes szerepeket is kapott. 1986-ban világszerte ismertséget szerzett Nicolas Roeg rendező A kitaszított (Castaway) c. filmdrámájában, amelyben Lucy Irvine írónőt alakította, Oliver Reed oldalán. 1988-ban újabb főszerepben remekelt, Ken Russell rendező A fehér féreg búvóhelye (The Lair of the White Worm) című horror-vígjátékában, ahol az okkult szertartásokat végző vámpír-grófnőt, Lady Sylvia Marsh-ot alakította, Hugh Grant és Peter Capaldi mellett. 
1989-ben Nick Broomfield erotikus krimi-thrillerének, a Diamond Skulls-nak női főszerepét játszotta, a szexis Ginny-t, az ördögien gátlástalan Lord Bruckton (Gabriel Byrne) feleségét. Ugyanebben az évben Ken Russell Szivárvány c. erotikus filmdrámájában, amely D. H. Lawrence regényéből készült, egy leszbikus csábító asszonyt játszott, Sammi Davis partnereként. 
Ezután több évig az Egyesült Államokban dolgozott. 1990–1992 között az L.A. Law című amerikai bírósági tévéfilmsorozat egyik fontos szerepét (C.J. Lamb-et) játszotta, ezért az alakításért megkapta a legjobb női mellékszereplőnek járó Golden Globe-díjat. Számos amerikai mozi- és tévéfilmben játszott, köztük ismert sikerfilmekben, mint a Frasier – A dumagép-ben, a Hanta boy-ban, az Egyéjszakás kalandban és az Ally McBeal sorozatban is. Később hazatért Londonba. 2009–2010 között az Emmerdale Farm angol tévéfilm-sorozat összes, 280 epizódjában játszotta Natasha Wylde szerepét. jelenleg (2022) is filmezik, emellett rendszeresen játszik brit színpadokon is.
A 90-es években három éven át Nick Broomfield filmrendezővel élt együtt. 2017 óta a nála nyolc évvel fiatalabb Russell Haswell multimédiás zenész-előadóművész az élettársa.

## Fontosabb filmszerepei
- 2021: Karácsonyi cserebere 3: Szerelmes csillagok (The Princess Switch 3: Romancing the Star); Bianca Pembroke
- 2019: Down; rövidfilm-dráma; Alice
- 2018: Blue Iguana; Dawn Bradshaw
- 2015: Trafficker; Alison Reid
- 2013–2015: Toast of London, tévésorozat; Ellen Toast
- 2014: Pramface − Pofa be! (Pramface), tévésorozat; Sally
- 2013: Az elnök különgépe: Halálos játszma (Air Force One Is Down), tévé-minisorozat; Gillian Barry
- 2009–2010: Emmerdale Farm, tévésorozat, 280 epizódban, Natasha Wylde
- 2008: Csillagközi invázió 3. (Starship Troopers 3: Marauder); Enolo Phid admirális
- 2006: Bad Girls, tévésorozat; 9 epizódban; Lou Stoke
- 2004–2006: Murder City, tévésorozat; 10 epizódban, Susan Alembic rendőrfelügyelő
- 2002: Szerencsés nap (Lucky Day), tévéfilm; Nora Barkin
- 2001: Atlantis összeesküvés (The Atlantis Conspiracy), tévéfilm; Lauren Marcus
- 2001: Phoenix Blue; Persha Lovich
- 2001: Tarzan legendája (The Legend of Tarzan); tévésorozat; Lady Waltham
- 2000: Kezdetben vala (In the Beginning), tévé-minisorozat; Zulejka
- 2000: Szakács a pácban (Wild About Harry); Ruth McKee
- 2000: Kész cirkusz (Circus); Gloria
- 2000: Ally McBeal, tévésorozat; Marianne Holt
- 1998: Stardust; Christine Wasacz
- 1998: Időgéppel a lovagkorba (A Knight in Camelot); Ginevra királyné
- 1998: Gyerekből felmentve (The Real Howard Spitz); Laura Kershaw
- 1997: Egyéjszakás kaland (One Night Stand); Margaux
- 1997: Hanta boy (Liar Liar); Miranda
- 1996: Deep Secrets, tévéfilm; Lara
- 1996: Tövismadarak: A hiányzó évek (The Thorn Birds: The Missing Years); tévéfilm; Meggie Cleary O'Neill
- 1995: Gyalázat 2. (Shame II: The Secret), tévéfilm; Diana Cadell
- 1994: György király (The Madness of King George); Lady Pembroke
- 1994: Murder Most Horrid, tévésorozat; Carmela Vezza
- 1993: A Woman′s Guide to Adultery, tévésorozat; Jo Saxon
- 1993: A dumagép (Frasier), tévésorozat; Catherine
- 1993: Nyomozás magánügyben (It’s Nothing Personal); tévéfilm; Katherine Whitloff
- 1992: Gyalázat (Shame), tévéfilm; Diana Cadell
- 1990–1992: L.A. Law, tévésorozat; 41 epizódban; C.J. Lamb
- 1990: A papírmaszk (Paper Mask); Christine Taylor
- 1989: Diamond Skulls (Dark Obsession); Ginny Bruckton
- 1989: Szivárvány (The Rainbow); Winifred Inger
- 1988: Game, Set, and Match, tévésorozat; 9 epizódban; Gloria Kent
- 1988: A fehér féreg búvóhelye (The Lair of the White Worm); Lady Sylvia Marsh
- 1988: Les Girls, tévésorozat; Camilla
- 1988: Képzeletbeli viszony (An Affair in Mind); tévéfilm; Druscilla Janus
- 1986: A kitaszított (Castaway); Lucy Irvine
- 1986: A csodadoktor (Foreign Body); Susan Partridge
- 1986: Paradise Postponed, tévé-minisorozat; pincérnő
- 1985: Vérbeli sztár (Star Quality), tévéfilm; beugró színész